# Élections cantonales de 1992 dans les Vosges
Les élections cantonales ont eu lieu les 22 et 29 mars 1992.
Lors de ces élections, 16 des 31 cantons des Vosges ont été renouvelés. Elles ont vu la reconduction de la majorité RPR dirigée par Christian Poncelet, président du conseil général depuis 1976.

## Résultats à l’échelle du département
Répartition départementale des résultats (2e tour).
- PCF (6,52 %)
- PS (27,64 %)
- Majorité (3,57 %)
- GE (5,27 %)
- RPR (23,39 %)
- UDF (9,19 %)
- DVD (24,42 %)

| Étiquette      | Étiquette                          | Premier tour | Premier tour | Second tour | Second tour | Sièges |
| Étiquette      | Étiquette                          | Voix         | %            | Voix        | %           | Sièges |
| -------------- | ---------------------------------- | ------------ | ------------ | ----------- | ----------- | ------ |
|                | Parti socialiste                   | 17 662       | 18,28        | 17 990      | 27,64       | 1      |
|                | Parti communiste français          | 8 348        | 8,64         | 4 247       | 6,52        | 1      |
|                | Majorité présidentielle            | 2 556        | 2,65         | 2 324       | 3,57        | 1      |
|                | Extrême gauche                     | 346          | 0,36         |             |             |        |
| Gauche         | Gauche                             | 28 912       | 29,93        | 24 561      | 37,73       | 3      |
|                |                                    |              |              |             |             |        |
|                | Divers droite                      | 23 351       | 24,17        | 15 894      | 24,42       | 4      |
|                | Rassemblement pour la République   | 20 261       | 20,98        | 15 222      | 23,39       | 8      |
|                | Front national                     | 9 264        | 9,59         |             |             |        |
|                | Union pour la démocratie française | 4 255        | 4,41         | 5 982       | 9,19        | 1      |
| Droite         | Droite                             | 57 131       | 59,15        | 37 098      | 57,00       | 13     |
|                |                                    |              |              |             |             |        |
|                | Génération écologie                | 3 088        | 3,20         | 3 430       | 5,27        | 0      |
|                | Les Verts                          | 7 463        | 7,73         |             |             |        |
| Écologistes    | Écologistes                        | 10 551       | 10,93        | 3 430       | 5,27        | 0      |
|                |                                    |              |              |             |             |        |
| Inscrits       | Inscrits                           | 146 362      | 100,00       | 108 862     | 100,00      |        |
| Abstention     | Abstention                         | 42 850       | 29,28        | 38 661      | 35,51       |        |
| Votants        | Votants                            | 103 512      | 70,72        | 70 201      | 64,49       |        |
| Blancs et nuls | Blancs et nuls                     | 6 918        | 6,68         | 5 112       | 7,28        |        |
| Exprimés       | Exprimés                           | 96 594       | 93,32        | 65 089      | 92,72       |        |

## Résultats par canton

### Canton de Brouvelieures
| Candidats      | Candidats        | Étiquette      | Premier tour | Premier tour | Second tour | Second tour |
| Candidats      | Candidats        | Étiquette      | Voix         | %            | Voix        | %           |
| -------------- | ---------------- | -------------- | ------------ | ------------ | ----------- | ----------- |
|                | André Bernière*  | DVD            | 502          | 35,35        | 566         | 40,66       |
|                | Roger Pierrat    | PS             | 454          | 31,97        | 653         | 46,91       |
|                | Alain Begel      | DVD            | 189          | 13,31        | 173         | 12,43       |
|                | Gilbert Munier   | RPR            | 120          | 8,45         |             |             |
|                | Claude Marchal   | PCF            | 87           | 6,13         |             |             |
|                | Dominique Mougel | Verts          | 68           | 4,79         |             |             |
|                |                  |                |              |              |             |             |
| Inscrits       | Inscrits         | Inscrits       | 1 863        | 100,00       | 1 863       | 100,00      |
| Abstention     | Abstention       | Abstention     | 355          | 19,06        | 402         | 21,58       |
| Votants        | Votants          | Votants        | 1 508        | 80,94        | 1 461       | 78,42       |
| Blancs et nuls | Blancs et nuls   | Blancs et nuls | 88           | 5,84         | 69          | 4,72        |
| Exprimés       | Exprimés         | Exprimés       | 1 420        | 94,16        | 1 392       | 95,28       |

*sortant

### Canton de Bruyères
| Candidats      | Candidats          | Étiquette      | Premier tour | Premier tour |
| Candidats      | Candidats          | Étiquette      | Voix         | %            |
| -------------- | ------------------ | -------------- | ------------ | ------------ |
|                | Michel Langloix*   | DVD            | 4 220        | 57,76        |
|                | Raymond Marx       | PS             | 1 302        | 17,82        |
|                | Jean-Joseph Maglia | Verts          | 793          | 10,85        |
|                | Paul Parisot       | FN             | 719          | 9,84         |
|                | Monique Wirth      | PCF            | 272          | 3,72         |
|                |                    |                |              |              |
| Inscrits       | Inscrits           | Inscrits       | 10 510       | 100,00       |
| Abstention     | Abstention         | Abstention     | 2 570        | 24,45        |
| Votants        | Votants            | Votants        | 7 940        | 75,55        |
| Blancs et nuls | Blancs et nuls     | Blancs et nuls | 634          | 7,98         |
| Exprimés       | Exprimés           | Exprimés       | 7 306        | 92,02        |

*sortant

### Canton de Châtel-sur-Moselle
| Candidats      | Candidats         | Étiquette      | Premier tour | Premier tour | Second tour | Second tour |
| Candidats      | Candidats         | Étiquette      | Voix         | %            | Voix        | %           |
| -------------- | ----------------- | -------------- | ------------ | ------------ | ----------- | ----------- |
|                | Robert Bresson*   | PCF            | 3 776        | 41,46        | 4 247       | 51,26       |
|                | Raymond Degemard  | DVD            | 2 562        | 28,13        | 4 038       | 48,74       |
|                | Ernest Bach       | FN             | 898          | 9,86         |             |             |
|                | Jean-Paul Beretta | GE             | 797          | 8,75         |             |             |
|                | Etienne Bassot    | Verts          | 537          | 5,90         |             |             |
|                | Alain Haeck       | PS             | 537          | 5,90         |             |             |
|                |                   |                |              |              |             |             |
| Inscrits       | Inscrits          | Inscrits       | 13 645       | 100,00       | 13 639      | 100,00      |
| Abstention     | Abstention        | Abstention     | 3 931        | 28,81        | 4 751       | 34,83       |
| Votants        | Votants           | Votants        | 9 714        | 71,19        | 8 888       | 65,17       |
| Blancs et nuls | Blancs et nuls    | Blancs et nuls | 607          | 6,25         | 603         | 6,78        |
| Exprimés       | Exprimés          | Exprimés       | 9 107        | 93,75        | 8 285       | 93,22       |

*sortant

### Canton de Châtenois
| Candidats      | Candidats         | Étiquette      | Premier tour | Premier tour | Second tour | Second tour |
| Candidats      | Candidats         | Étiquette      | Voix         | %            | Voix        | %           |
| -------------- | ----------------- | -------------- | ------------ | ------------ | ----------- | ----------- |
|                | Jean Virot*       | RPR            | 1 285        | 38,39        | 1 709       | 50,56       |
|                | Daniel Arnould    | PS             | 608          | 18,17        | Retrait     | Retrait     |
|                | Christian Prevot  | PS             | 561          | 16,76        | 1 671       | 49,44       |
|                | Didier Humbert    | FN             | 331          | 9,89         |             |             |
|                | Gilles van Hoorde | GE             | 213          | 6,36         |             |             |
|                | Jacky Duhaut      | PCF            | 211          | 6,30         |             |             |
|                | Jocelyne Prudhon  | Verts          | 138          | 4,12         |             |             |
|                |                   |                |              |              |             |             |
| Inscrits       | Inscrits          | Inscrits       | 4 926        | 100,00       | 4 926       | 100,00      |
| Abstention     | Abstention        | Abstention     | 1 387        | 28,16        | 1 353       | 27,47       |
| Votants        | Votants           | Votants        | 3 539        | 71,84        | 3 573       | 72,53       |
| Blancs et nuls | Blancs et nuls    | Blancs et nuls | 192          | 5,43         | 193         | 5,40        |
| Exprimés       | Exprimés          | Exprimés       | 3 347        | 94,57        | 3 380       | 94,60       |

*sortant

### Canton de Dompaire
| Candidats      | Candidats          | Étiquette      | Premier tour | Premier tour |
| Candidats      | Candidats          | Étiquette      | Voix         | %            |
| -------------- | ------------------ | -------------- | ------------ | ------------ |
|                | Guy Jeanroy*       | RPR            | 1 558        | 51,67        |
|                | Christian Etienne  | DVD            | 947          | 31,41        |
|                | Christian Berge    | Verts          | 247          | 8,19         |
|                | Alexandre Gack     | FN             | 201          | 6,67         |
|                | Jean-Marie Demenge | PCF            | 62           | 2,06         |
|                |                    |                |              |              |
| Inscrits       | Inscrits           | Inscrits       | 4 074        | 100,00       |
| Abstention     | Abstention         | Abstention     | 877          | 21,53        |
| Votants        | Votants            | Votants        | 3 197        | 78,47        |
| Blancs et nuls | Blancs et nuls     | Blancs et nuls | 182          | 5,69         |
| Exprimés       | Exprimés           | Exprimés       | 3 015        | 94,31        |

*sortant

### Canton d'Épinal-Est
| Candidats      | Candidats         | Étiquette      | Premier tour | Premier tour | Second tour | Second tour |
| Candidats      | Candidats         | Étiquette      | Voix         | %            | Voix        | %           |
| -------------- | ----------------- | -------------- | ------------ | ------------ | ----------- | ----------- |
|                | André Roth*       | UDF            | 3 539        | 32,75        | 5 112       | 56,53       |
|                | Jean-Paul Houvion | PS             | 2 283        | 21,13        | 3 931       | 43,47       |
|                | Dominique Andrés  | Verts          | 1 566        | 14,49        |             |             |
|                | Bernard Freppel   | FN             | 1 405        | 13,00        |             |             |
|                | Jean Monvoisin    | DVD            | 1 071        | 9,91         |             |             |
|                | Pierre Jourdain   | DVD            | 511          | 4,73         |             |             |
|                | Miguel Martin     | PCF            | 432          | 4,00         |             |             |
|                |                   |                |              |              |             |             |
| Inscrits       | Inscrits          | Inscrits       | 18 129       | 100,00       | 18 127      | 100,00      |
| Abstention     | Abstention        | Abstention     | 6 251        | 34,48        | 8 141       | 44,91       |
| Votants        | Votants           | Votants        | 11 878       | 65,52        | 9 986       | 55,09       |
| Blancs et nuls | Blancs et nuls    | Blancs et nuls | 1 071        | 9,02         | 943         | 9,44        |
| Exprimés       | Exprimés          | Exprimés       | 10 807       | 90,98        | 9 043       | 90,56       |

*sortant

### Canton de Fraize
| Candidats      | Candidats             | Étiquette      | Premier tour | Premier tour | Second tour | Second tour |
| Candidats      | Candidats             | Étiquette      | Voix         | %            | Voix        | %           |
| -------------- | --------------------- | -------------- | ------------ | ------------ | ----------- | ----------- |
|                | François Thiebaut     | RPR            | 1 999        | 33,73        | 2 999       | 52,22       |
|                | Claude Jacquot        | PS             | 1 676        | 28,28        | 2 744       | 47,78       |
|                | Jean-Pierre Marcillat | PCF            | 685          | 11,56        |             |             |
|                | Roger Frechin         | DVD            | 606          | 10,23        |             |             |
|                | Stéphane Berej        | FN             | 482          | 8,13         |             |             |
|                | Claude Noël           | Verts          | 295          | 4,98         |             |             |
|                | Jean Lavielle         | DVD            | 183          | 3,09         |             |             |
|                |                       |                |              |              |             |             |
| Inscrits       | Inscrits              | Inscrits       | 9 060        | 100,00       | 9 060       | 100,00      |
| Abstention     | Abstention            | Abstention     | 2 734        | 30,18        | 2 959       | 32,66       |
| Votants        | Votants               | Votants        | 6 326        | 69,82        | 6 101       | 67,34       |
| Blancs et nuls | Blancs et nuls        | Blancs et nuls | 400          | 6,32         | 358         | 5,87        |
| Exprimés       | Exprimés              | Exprimés       | 5 926        | 93,68        | 5 743       | 94,13       |

### Canton de Gérardmer
| Candidats      | Candidats           | Étiquette      | Premier tour | Premier tour | Second tour | Second tour |
| Candidats      | Candidats           | Étiquette      | Voix         | %            | Voix        | %           |
| -------------- | ------------------- | -------------- | ------------ | ------------ | ----------- | ----------- |
|                | André Bonne*        | RPR            | 879          | 17,12        | 2 230       | 51,03       |
|                | Maurice Yung        | DVD            | 837          | 16,31        | 2 140       | 48,97       |
|                | Claude Boulay       | PCF            | 606          | 11,81        |             |             |
|                | Emile Houot         | RPR            | 477          | 9,29         |             |             |
|                | Guy Voirin          | RPR            | 465          | 9,06         |             |             |
|                | Jean-Claude Defay   | PS             | 459          | 8,94         |             |             |
|                | Jean-Yves Douissard | FN             | 417          | 8,12         |             |             |
|                | Robert Frayon       | Verts          | 387          | 7,54         |             |             |
|                | Claude Meline       | PS             | 320          | 6,23         |             |             |
|                | Eric Defranould     | EXG            | 286          | 5,57         |             |             |
|                |                     |                |              |              |             |             |
| Inscrits       | Inscrits            | Inscrits       | 7 674        | 100,00       | 7 674       | 100,00      |
| Abstention     | Abstention          | Abstention     | 2 338        | 30,47        | 2 707       | 35,27       |
| Votants        | Votants             | Votants        | 5 336        | 69,53        | 4 967       | 64,73       |
| Blancs et nuls | Blancs et nuls      | Blancs et nuls | 203          | 3,80         | 597         | 12,02       |
| Exprimés       | Exprimés            | Exprimés       | 5 133        | 96,20        | 4 370       | 87,98       |

*sortant

### Canton de Mirecourt
| Candidats      | Candidats             | Étiquette      | Premier tour | Premier tour |
| Candidats      | Candidats             | Étiquette      | Voix         | %            |
| -------------- | --------------------- | -------------- | ------------ | ------------ |
|                | Jacques Cable*        | RPR            | 3 260        | 54,97        |
|                | Henri Piard           | PS             | 729          | 12,29        |
|                | Gérard Legras         | DVD            | 608          | 10,25        |
|                | Jean-Claude Noirclere | Verts          | 558          | 9,41         |
|                | Roselyne Louis        | FN             | 447          | 7,54         |
|                | Hugues Ehlinger       | PCF            | 328          | 5,53         |
|                |                       |                |              |              |
| Inscrits       | Inscrits              | Inscrits       | 8 663        | 100,00       |
| Abstention     | Abstention            | Abstention     | 2 351        | 27,14        |
| Votants        | Votants               | Votants        | 6 312        | 72,86        |
| Blancs et nuls | Blancs et nuls        | Blancs et nuls | 382          | 6,05         |
| Exprimés       | Exprimés              | Exprimés       | 5 930        | 93,95        |

*sortant

### Canton de Monthureux-sur-Saône
| Candidats      | Candidats          | Étiquette      | Premier tour | Premier tour | Second tour | Second tour |
| Candidats      | Candidats          | Étiquette      | Voix         | %            | Voix        | %           |
| -------------- | ------------------ | -------------- | ------------ | ------------ | ----------- | ----------- |
|                | Henri Didier*      | UDF            | 716          | 39,67        | 870         | 47,96       |
|                | Raymond Recouvreur | DVD            | 425          | 23,55        | 944         | 52,04       |
|                | Bernard Pierre     | PS             | 362          | 20,06        | Retrait     | Retrait     |
|                | Gérard Laheurte    | Verts          | 108          | 5,98         |             |             |
|                | Monique Thomas     | FN             | 68           | 3,77         |             |             |
|                | Jean Sylvestre     | DVD            | 60           | 3,32         |             |             |
|                | Pierre Joncourt    | PCF            | 54           | 2,99         |             |             |
|                | Françoise Boye     | DVD            | 12           | 0,66         |             |             |
|                |                    |                |              |              |             |             |
| Inscrits       | Inscrits           | Inscrits       | 2 316        | 100,00       | 2 314       | 100,00      |
| Abstention     | Abstention         | Abstention     | 457          | 19,73        | 427         | 18,45       |
| Votants        | Votants            | Votants        | 1 859        | 80,27        | 1 887       | 81,55       |
| Blancs et nuls | Blancs et nuls     | Blancs et nuls | 54           | 2,90         | 73          | 3,87        |
| Exprimés       | Exprimés           | Exprimés       | 1 805        | 97,10        | 1 814       | 96,13       |

*sortant

### Canton de Neufchâteau
| Candidats      | Candidats        | Étiquette      | Premier tour | Premier tour | Second tour | Second tour |
| Candidats      | Candidats        | Étiquette      | Voix         | %            | Voix        | %           |
| -------------- | ---------------- | -------------- | ------------ | ------------ | ----------- | ----------- |
|                | Alain Jacquot*   | RPR            | 3 229        | 45,47        | 4 335       | 67,28       |
|                | Jacques Drapier  | PS             | 1 430        | 20,14        | 2 108       | 32,72       |
|                | René Maillard    | DVD            | 778          | 10,95        |             |             |
|                | Jean-Louis Jarry | Verts          | 618          | 8,70         |             |             |
|                | Jean Minder      | FN             | 612          | 8,62         |             |             |
|                | Gérard Bouchet   | PCF            | 435          | 6,13         |             |             |
|                |                  |                |              |              |             |             |
| Inscrits       | Inscrits         | Inscrits       | 10 577       | 100,00       | 10 576      | 100,00      |
| Abstention     | Abstention       | Abstention     | 3 047        | 28,81        | 3 510       | 33,19       |
| Votants        | Votants          | Votants        | 7 530        | 71,19        | 7 066       | 66,81       |
| Blancs et nuls | Blancs et nuls   | Blancs et nuls | 428          | 5,68         | 623         | 8,82        |
| Exprimés       | Exprimés         | Exprimés       | 7 102        | 94,32        | 6 443       | 91,18       |

*sortant

### Canton de Plombières-les-Bains
| Candidats      | Candidats           | Étiquette      | Premier tour | Premier tour |
| Candidats      | Candidats           | Étiquette      | Voix         | %            |
| -------------- | ------------------- | -------------- | ------------ | ------------ |
|                | Philippe Faivre*    | DVD            | 2 179        | 50,90        |
|                | Daniel Vancon       | PS             | 715          | 16,70        |
|                | Pierre Mourot       | DVD            | 506          | 11,82        |
|                | Monique Gsell       | FN             | 368          | 8,60         |
|                | Claire Jarry        | Verts          | 254          | 5,93         |
|                | Jean-Louis Courtier | PCF            | 176          | 4,11         |
|                | Dominique Michel    | PS             | 83           | 1,94         |
|                |                     |                |              |              |
| Inscrits       | Inscrits            | Inscrits       | 6 473        | 100,00       |
| Abstention     | Abstention          | Abstention     | 1 801        | 27,82        |
| Votants        | Votants             | Votants        | 4 672        | 72,18        |
| Blancs et nuls | Blancs et nuls      | Blancs et nuls | 391          | 8,37         |
| Exprimés       | Exprimés            | Exprimés       | 4 281        | 91,63        |

*sortant

### Canton de Saint-Dié-des-Vosges-Est
| Candidats      | Candidats        | Étiquette      | Premier tour | Premier tour | Second tour | Second tour |
| Candidats      | Candidats        | Étiquette      | Voix         | %            | Voix        | %           |
| -------------- | ---------------- | -------------- | ------------ | ------------ | ----------- | ----------- |
|                | Jacky Homel*     | PS             | 2 792        | 34,09        | 3 715       | 48,47       |
|                | Roland Bedel     | RPR            | 2 421        | 29,56        | 3 949       | 51,53       |
|                | Suzette Cassin   | FN             | 858          | 10,47        |             |             |
|                | Catherine Voiry  | Verts          | 678          | 8,28         |             |             |
|                | Robert George    | PCF            | 607          | 7,41         |             |             |
|                | Philippe Richard | RPR            | 524          | 6,40         |             |             |
|                | Marc Parmentelot | PS             | 311          | 3,80         |             |             |
|                |                  |                |              |              |             |             |
| Inscrits       | Inscrits         | Inscrits       | 13 386       | 100,00       | 13 480      | 100,00      |
| Abstention     | Abstention       | Abstention     | 4 602        | 34,38        | 5 262       | 39,04       |
| Votants        | Votants          | Votants        | 8 784        | 65,62        | 8 218       | 60,96       |
| Blancs et nuls | Blancs et nuls   | Blancs et nuls | 593          | 6,75         | 554         | 6,74        |
| Exprimés       | Exprimés         | Exprimés       | 8 191        | 93,25        | 7 664       | 93,26       |

*sortant

### Canton de Saulxures-sur-Moselotte
| Candidats      | Candidats          | Étiquette      | Premier tour | Premier tour | Second tour | Second tour |
| Candidats      | Candidats          | Étiquette      | Voix         | %            | Voix        | %           |
| -------------- | ------------------ | -------------- | ------------ | ------------ | ----------- | ----------- |
|                | Guy Vaxelaire      | PS             | 4 633        | 45,67        | 5 492       | 57,10       |
|                | Jacques Mougin     | DVD            | 3 284        | 32,37        | 4 127       | 42,90       |
|                | Bernard Gsell      | FN             | 751          | 7,40         |             |             |
|                | Jean-Claude Mougel | RPR            | 544          | 5,36         |             |             |
|                | Geneviève Pfeiffer | Verts          | 452          | 4,46         |             |             |
|                | Jean-Paul Meunier  | DVD            | 308          | 3,04         |             |             |
|                | Bernard Bourlon    | PCF            | 113          | 1,11         |             |             |
|                | Raymond Fresse     | EXG            | 60           | 0,59         |             |             |
|                |                    |                |              |              |             |             |
| Inscrits       | Inscrits           | Inscrits       | 14 853       | 100,00       | 14 844      | 100,00      |
| Abstention     | Abstention         | Abstention     | 4 083        | 27,49        | 4 790       | 32,27       |
| Votants        | Votants            | Votants        | 10 770       | 72,51        | 10 054      | 67,73       |
| Blancs et nuls | Blancs et nuls     | Blancs et nuls | 625          | 5,80         | 435         | 4,33        |
| Exprimés       | Exprimés           | Exprimés       | 10 145       | 94,20        | 9 619       | 95,67       |

### Canton du Thillot
| Candidats      | Candidats        | Étiquette      | Premier tour | Premier tour | Second tour | Second tour |
| Candidats      | Candidats        | Étiquette      | Voix         | %            | Voix        | %           |
| -------------- | ---------------- | -------------- | ------------ | ------------ | ----------- | ----------- |
|                | François Vannson | DVD            | 2 262        | 28,22        | 3 906       | 53,24       |
|                | Etienne Gehin*   | GE             | 2 078        | 25,93        | 3 430       | 46,76       |
|                | Francois Cunat   | DVD            | 1 301        | 16,23        | Retrait     | Retrait     |
|                | Michel Houbre    | FN             | 1 219        | 15,21        |             |             |
|                | Pierre Dellea    | PS             | 432          | 5,39         |             |             |
|                | Christian Biston | PCF            | 398          | 4,97         |             |             |
|                | Laurence Frayon  | Verts          | 325          | 4,05         |             |             |
|                |                  |                |              |              |             |             |
| Inscrits       | Inscrits         | Inscrits       | 12 359       | 100,00       | 12 359      | 100,00      |
| Abstention     | Abstention       | Abstention     | 3 664        | 29,65        | 4 359       | 35,27       |
| Votants        | Votants          | Votants        | 8 695        | 70,35        | 8 000       | 64,73       |
| Blancs et nuls | Blancs et nuls   | Blancs et nuls | 680          | 7,82         | 664         | 8,30        |
| Exprimés       | Exprimés         | Exprimés       | 8 015        | 92,18        | 7 336       | 91,70       |

*sortant

### Canton de Xertigny
| Candidats      | Candidats         | Étiquette      | Premier tour | Premier tour |
| Candidats      | Candidats         | Étiquette      | Voix         | %            |
| -------------- | ----------------- | -------------- | ------------ | ------------ |
|                | Jackie Pierre*    | RPR            | 3 500        | 69,12        |
|                | Pierre Girod      | PS             | 531          | 10,49        |
|                | Madeleine Mathieu | FN             | 488          | 9,64         |
|                | Michel Villemin   | Verts          | 439          | 8,67         |
|                | Claude Sourdot    | PCF            | 106          | 2,09         |
|                |                   |                |              |              |
| Inscrits       | Inscrits          | Inscrits       | 7 854        | 100,00       |
| Abstention     | Abstention        | Abstention     | 2 402        | 30,58        |
| Votants        | Votants           | Votants        | 5 452        | 69,42        |
| Blancs et nuls | Blancs et nuls    | Blancs et nuls | 388          | 7,12         |
| Exprimés       | Exprimés          | Exprimés       | 5 064        | 92,88        |

*sortant